# Arystarch z Samos

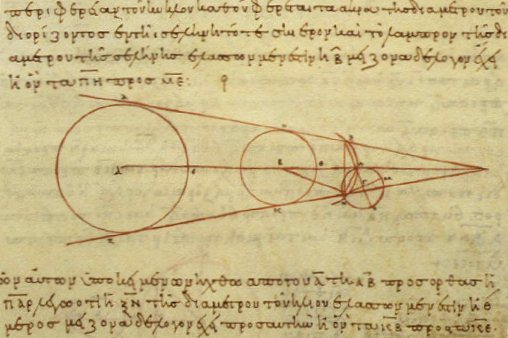
Pochodząca z X wieku kopia pracy Arystarcha z Samos z obliczeniami wzajemnego położenia Słońca, Księżyca i Ziemi

Arystarch z Samos (gr. Ἀρίσταρχος ὁ Σάμιος Aristarchos ho Samios; ok. 310–230 p.n.e.) – grecki astronom pochodzący z wyspy Samos, który jako pierwszy zaproponował heliocentryczny model Układu Słonecznego.

## Życie i twórczość
Jego nauczycielem był Straton z Lampsaku.
Autor zachowanego traktatu O rozmiarach i odległościach Słońca i Księżyca, w którym posługując się metodą geometryczną, wylicza względne rozmiary i wzajemne odległości Słońca, Ziemi i Księżyca. Podawane przez niego wielkości są niedokładne z powodu błędnych obserwacji, ale model, na którym oparł wyliczenia, jest prawidłowy.
Jak podaje Archimedes, Arystarch napisał również inne, niezachowane dzieło, w którym jako pierwszy twierdził, że Ziemia krąży wokół Słońca po obwodzie koła oraz wokół własnej osi. Arystarch twierdził w nim również, że wokół Słońca krążą także wszystkie planety, a ruch gwiazd stałych jest tylko ruchem pozornym. Hipotezę Arystarcha poparł dowodami w połowie II wieku p.n.e. Seleukos z Seleucji. Szczegółów tych dowodów brak.
Astronomowie starożytni odrzucili jednak tę hipotezę, gdyż nie zgadzała się z ich obserwacjami (przyczyną niezgodności było m.in. błędne przyjęcie przez Arystarcha kształtu orbity ziemskiej jako okręgu, por. Prawa Keplera).
Jeszcze w czasach przed Arystarchem intuicyjne utożsamianie ośrodka świata ze Słońcem (jednak bez podbudowy teoretycznej) zainicjowane było już przez pitagorejskich uczonych, a także Heraklidesa i samego Platona, jednak pogląd ten nie przyjął się w starożytności. Przede wszystkim przeciw tej teorii wystąpił Arystoteles broniąc naturalnego, zmysłowego obrazu świata i wrócił do geocentrycznego systemu sfer Eudoksosa. Punkt widzenia Arystotelesa przyjęty został później przez większość uczniów jego szkoły, a także przez Akademię. Powszechne przyswojenie owego poglądu przyczyniło się do odrzucenia teorii Arystarcha i Seleukosa oraz ugruntowania i rozwinięcia w starożytności teorii geocentryzmu przez Hipparcha i Ptolomeusza.
Stoik Kleantes, następca Zenona z Kition, oskarżył Arystarcha o bezbożność.

## Upamiętnienie
Jeden z kraterów księżycowych został nazwany na jego cześć Aristarchus (szczyt w centrum tego krateru jest najjaśniejszą formacją na Księżycu).